# Stichting Ether Reclame
La Stichting Ether Reclame (STER, Fondation audiovisuelle de la publicité) est une société audiovisuelle publique néerlandaise gérant la diffusion de publicités par les stations de radio et chaînes de télévision du service public audiovisuel néerlandais.
La STER a été fondée en 1965 sous le nom de Stichting tot Uitzenden van Reclame (SUR, « Fondation pour la diffusion de publicités ») ; le nom a été changé pour le nom actuel la même année. STER est surtout connu pour Loeki, une marionnette animée qui est apparue au début et à la fin de toutes les publicités de la STER de 1972 à 2004.